# 青森山田高校野球部寮内死亡事件
青森山田高校野球部寮内死亡事件（あおもりやまだこうこうやきゅうぶりょうないしぼうじけん）は、青森山田高等学校野球部の寮で発生した傷害致死事件。

## 概要
2011年（平成23年）12月18日深夜、同高男子硬式野球部1年生部員が学校敷地内にある野球部寮内において2年生部員に背中を殴打されて死亡する事件が起きた。1年生の部員らが寮の消灯時間が過ぎた後になって、焼肉を作っていたことに立腹した2年生部員が暴行を加えたとされている。なお、青森山田高校側は「いじめはなかったと認識している」と説明している。事件から2日後の12月20日、同高は秋の東北地区大会でベスト4となった野球部の第84回選抜高等学校野球大会への推薦を辞退。2年生部員は翌年（2012年）1月に書類送検され、翌月（2月）に自主退学した。
この事件で、死亡した少年の遺族が死亡原因は2年生部員の暴行による心臓震盪にあり、また学校側が少年に対する指導を徹底しておらず、事件当時野球部監督が寮に不在で管理が行き届いていなかったなどと主張したため、4月9日に学校法人青森山田高校を相手取り、損害賠償を求め大阪地方裁判所に訴訟を起こした。この事件を受けて同高校は硬式野球部の監督を解任、部長も辞任した。また両親は2年生部員を傷害致死容疑で青森地方検察庁に告訴、事件は大阪に移送され、その後2014年（平成26年）3月に、大阪家庭裁判所の少年審判で保護観察処分の決定がなされた。
同年6月25日、第1回口頭弁論が行われ、同法人、上級生のいずれも争う姿勢を示した。 同高野球部は2012年春の選抜高等学校野球大会は辞退したが、夏の全国高等学校野球選手権大会青森県予選には出場している。 2015年（平成27年）5月20日、同地裁 （植屋伸一裁判長） にて和解が成立、和解内容は明らかにされていないが、同法人は「生徒が死亡したことを真摯に受け止め、心より哀悼の意を表し、今後も安全な教育活動の実施に努めたい」とのコメントを出した。

## その後
以前より青森県大会で6年連続優勝するなど強豪で知られていた同校野球部は、県外、特に近畿地方から多くの選手を集めており、「グラウンドは関西弁」「大阪山田」とも呼ばれていたが、本事件が起こって以降は県外から来ていた指導者が去り、入部希望者も激減。新たに就任した野球部部長が青森県内の中学校を回りながら、再建を始め、県内出身のメンバーを中心とした「地元シフト」に切り替えた。2017年に夏の甲子園に出場した際にはベンチ入りメンバー18人中15人が県内出身だったほか部員94人の約7割が青森県内出身だった。